# Opotiki
Opotiki es una ciudad en el este de Bay of Plenty en la Isla Norte de Nueva Zelanda . Alberga la sede del Consejo del Distrito de Opotiki y el Consejo Regional de Bay of Plenty.

## Geografía
El distrito cuenta con una extensión territorial de 3,104.54 km ² (1,198.67 sq mi).
El clima es templado. Los días de invierno son a menudo sin nubes, la temperatura nunca cae por debajo de la congelación durante el día, pero puede haber una helada suave durante la noche. En invierno pueden caer nevadas en los picos más altos (más de 1000 m) y permanecer algunas semanas. La lluvia ocurre en cualquier época del año. Severas tormentas localizadas ("aguaceros") puede ocurrir en las tierras altas, donde ya han causado inundaciones.

## Situación
Está situada en una entrada del puerto formado por la unión de dos ríos, el Waioeka y el Otara . Limitado por estos ríos en tres lados, el municipio de Opotiki que ahora está bajo la tutela del Consejo del Distrito de Opotiki , consta de 309 hectáreas. 
Opotiki se encuentra a 52 km de Whakatane a través de Taneatua y 40 km a través de Ohope. Opotiki está a sólo 150 km de Tauranga y 140 km de Rotorua.

## Lechería
La lechería de la zona y la costa de Opotiki produce en la región 80 millones de litros de leche al año con sus 110 granjas y sus 22.000 vacas aproximadamente.

## Horticultura
La horticultura se ha consolidado como las principales industrias del distrito. El principal cultivo es el kiwi y entre otros están el aguacate, maracuyá, tamarillos, cítricos, feijoas y nueces.

## Finales delsigloXVIIIhasta principios delsigloXIX
El primer contacto entre los maoríes locales y europeos fue en 1769 cuando el Capitán James Cook pasó por la costa de Bay of Plenty. A principios del siglo XIX, unos pocos comerciantes europeos y americanos comenzaron a visitar. La década de 1820 se vieron numerosas invasiones de Ngapuhi , partes de la guerra de Northland. Aunque las tribus de Opotiki había comenzado a adquirir armas de fuego en ese momento, fueron superados y tuvo que retirarse de la costa hacia el interior boscoso. 
La década de 1830 a 1840 fue más tranquila y las tribus de nuevo volvió a la costa para aprovechar las oportunidades de comercio. Maoríes misioneros cristianos comenzaron a instruir en la alfabetización y la religión. En 1840 el Tratado de Waitangi fue firmada.Pronto, algunos europeos (británicos y franceses) los misioneros llegaron a la zona. En este período, el pueblo en Opotiki era conocido como Pa Kowhai. Hubo otros pueblos importantes en Tunapāhore y Kaha Te.
Las décadas de 1850 y principios de 1860 se vio un desarrollo continuo. Las tribus maoríes usaron los métodos europeos para la agrícolas y de los cultivos, principalmente de trigo, los cerdos y los  melocotones, los cuales fueron negociados con Auckland.

## Botánica
La vegetación natural se conserva en muchas partes del distrito. Se encuentra en un límite geográfico natural y climático. Es el límite sur de los manglares (Avicennia resinifera) de este lado de la Isla Norte de Nueva Zelanda, el límite meridional del árbol costero Taraire (Beilschmiedia Taraire), y las montañas son el norte más lejano para muchos alpino Nueva Zelanda plantas (Ranunculus insignis, Ourisia caespitosa).

## Geología
El activo volcán Whakaari / White Island se encuentra en alta mar y representa un riesgo de tsunami. Los terremotos son también un riesgo, pero el distrito se encuentra justo al lado, al este de las fallas mayores y el riesgo es menor que en otras zonas cercanas.

## Zoología
La introducción de especies animales consideradas como plagas (ciervos, cerdos, cabras) son comunes en las zonas boscosas y las ovejas salvajes y el ganado se puede encontrar en tierras de cultivo adyacentes. En las zonas desarrolladas, la avifauna es una mezcla de especies introducidas de Gran Bretaña (mirlo, zorzal común, pinzones, gorriones, faisán, pato real, halcón), la codorniz de California, y las especies nativas como fantail, waxeye y pukeko.

## Demografía

### Población
|         | Ciudad | Distrito | Región  |
| ------- | ------ | -------- | ------- |
| Hombres | 1,989  | 4,431    | 124,812 |
| Mujeres | 2,187  | 4,545    | 132,567 |
| Total   | 4,176  | 8,973    | 257,379 |

### Origen étnico
| Maoríes | Europeos |
| ------- | -------- |
| 57,5 %  | 48.4 %   |

La cantidad de población de maoríes ocupa el puesto 36º entre todos los distritos de Nueva Zelanda.
El 0.9% de la población maorí de Nueva Zelanda viven en el Distrito de Opotiki.

## La historia reciente
Cuando la paz llegó finalmente a la comarca, la mayor parte de la tierra cultivable había sido tomada por los colonos británicos y se convirtió en el ganado ovino y vacuno lechero (más tarde) agrícolas. El distrito perdió a sus hombres en las dos guerras mundiales, pero un golpe aún mayor fue la pandemia de gripe española de 1918-1919, que devastó pueblos pequeños.
Debido a la relativamente pequeña área cultivable de interior y una entrada del puerto traicionero, las esperanzas iniciales de la ciudad Opotiki convirtiéndose en un importante centro de la Bay of Plenty se desvanecieron. Las principales inundaciones en las décadas de 1950 y 1960 dieron lugar a la protección de la ciudad por los diques ("stopbanks»), que han impedido con éxito las inundaciones posteriores. Un impulso importante a la prosperidad ocurrió con el auge de los kiwis del siglo XX.

## Guerras
La invasión británica del Waikato dio lugar a que la tribu Whakatohea prestara su apoyo a la lucha contra las fuerzas británicas. En 1864 una partida de la tribu Ngaiterangi fue enviada a ayudar, que había derrotado a los británicos en la Puerta de PA, pero al mismo tiempo que hacia su camino a lo largo de la costa del partido de la guerra fue atacado por las fuerzas británicas . El jefe supremo de la Whakatohea fue hecho prisionero y luego ejecutado por la esposa de un jefe Arawa que había muerto en la batalla.

## Eventos
- Opotiki Charity Music Concert es un concierto benéfico de Opotiki. Este espectáculo está reconocido como uno de los mejores eventos de música en la Bahía de Plenty.
- Motu Challenge Multisport Event.[4]

## Galería de imágenes

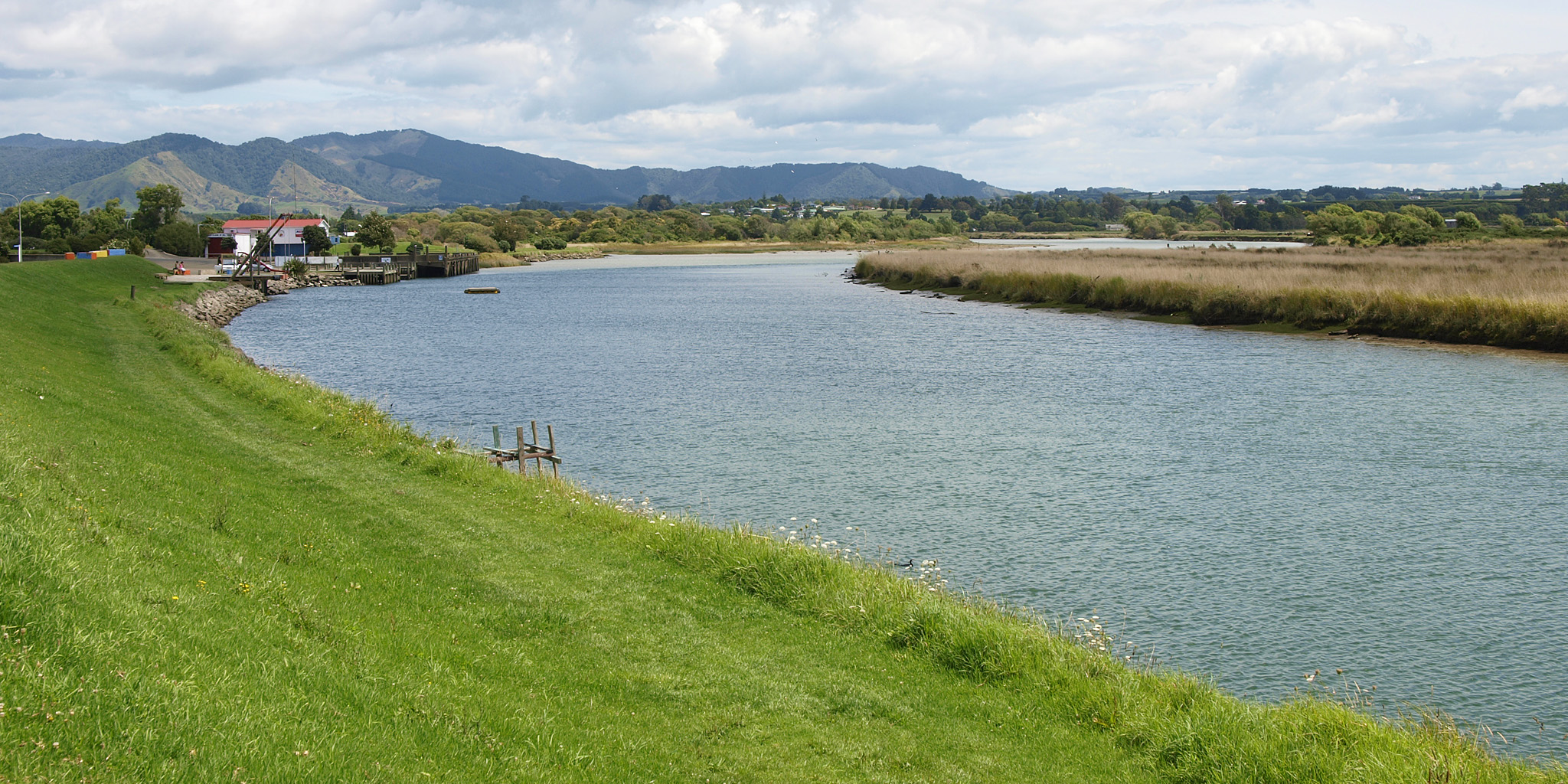
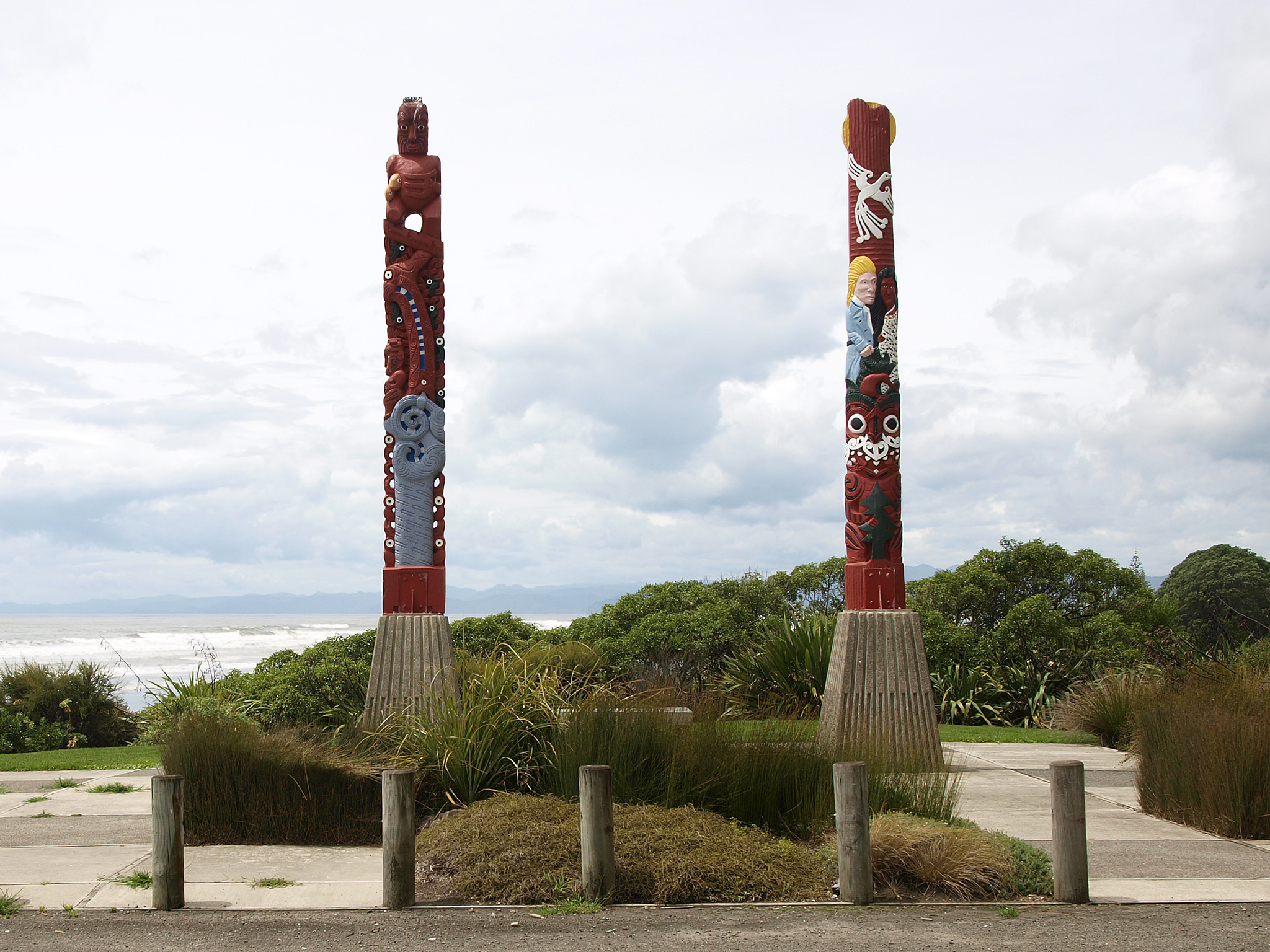
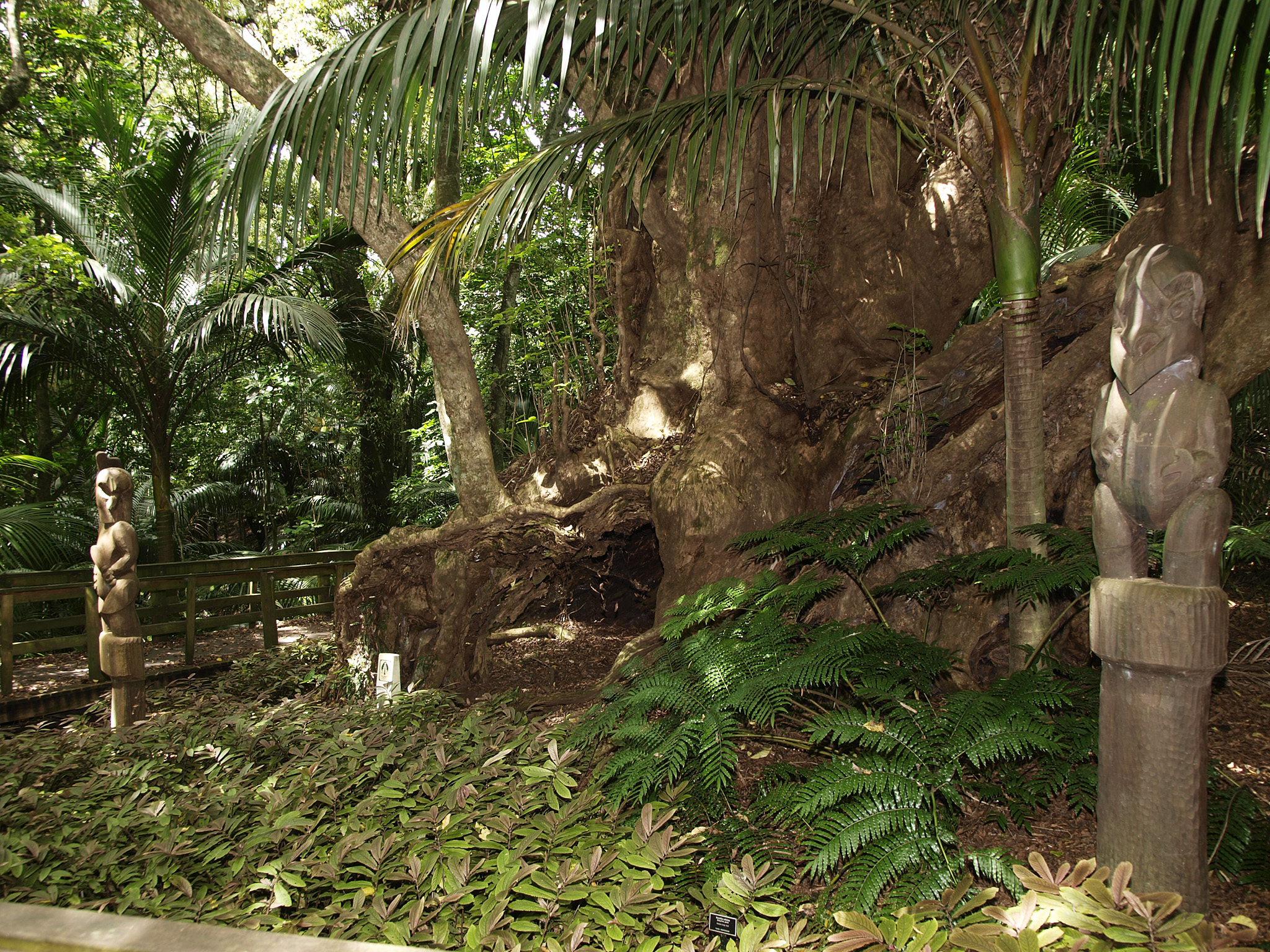
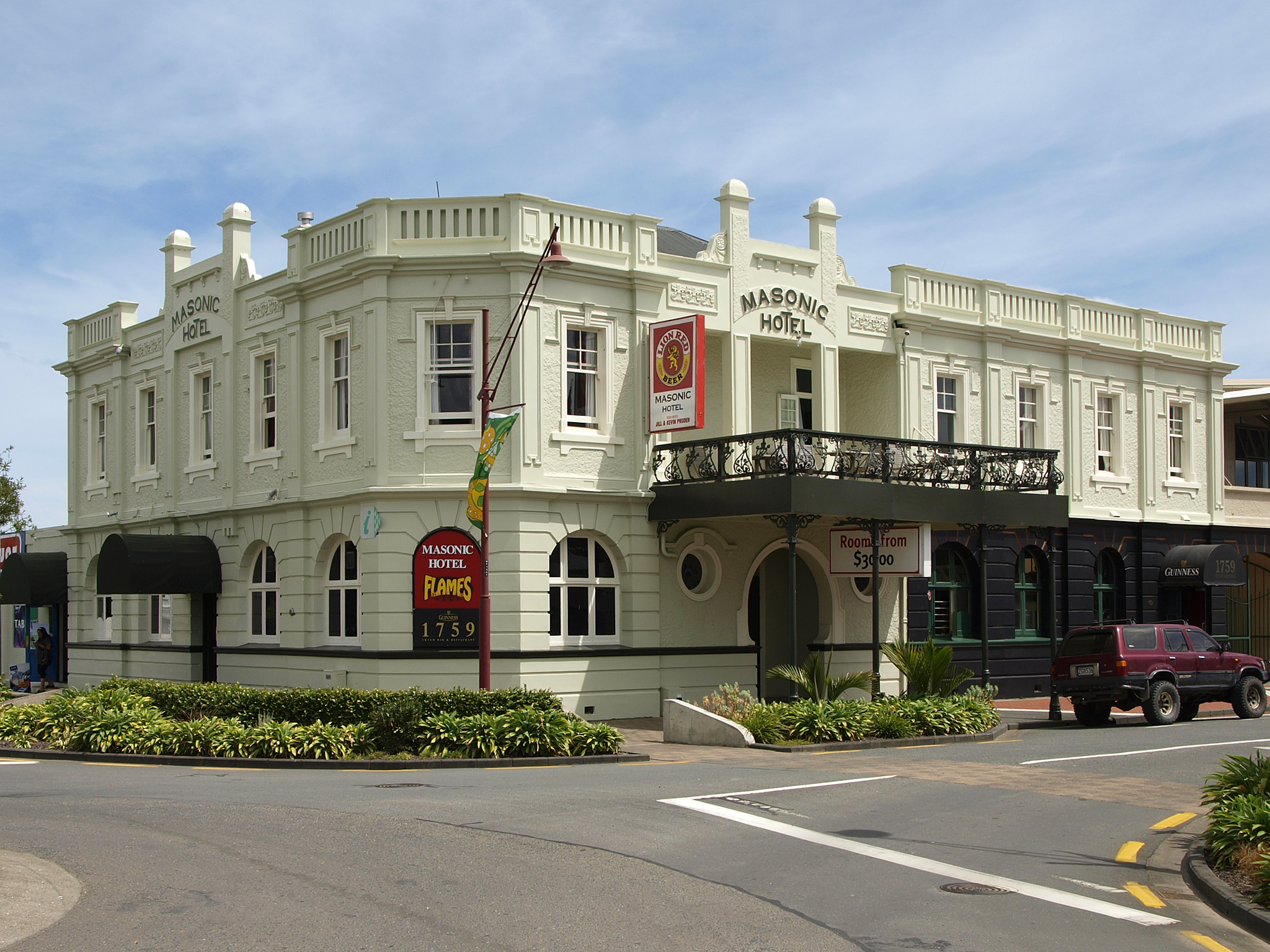
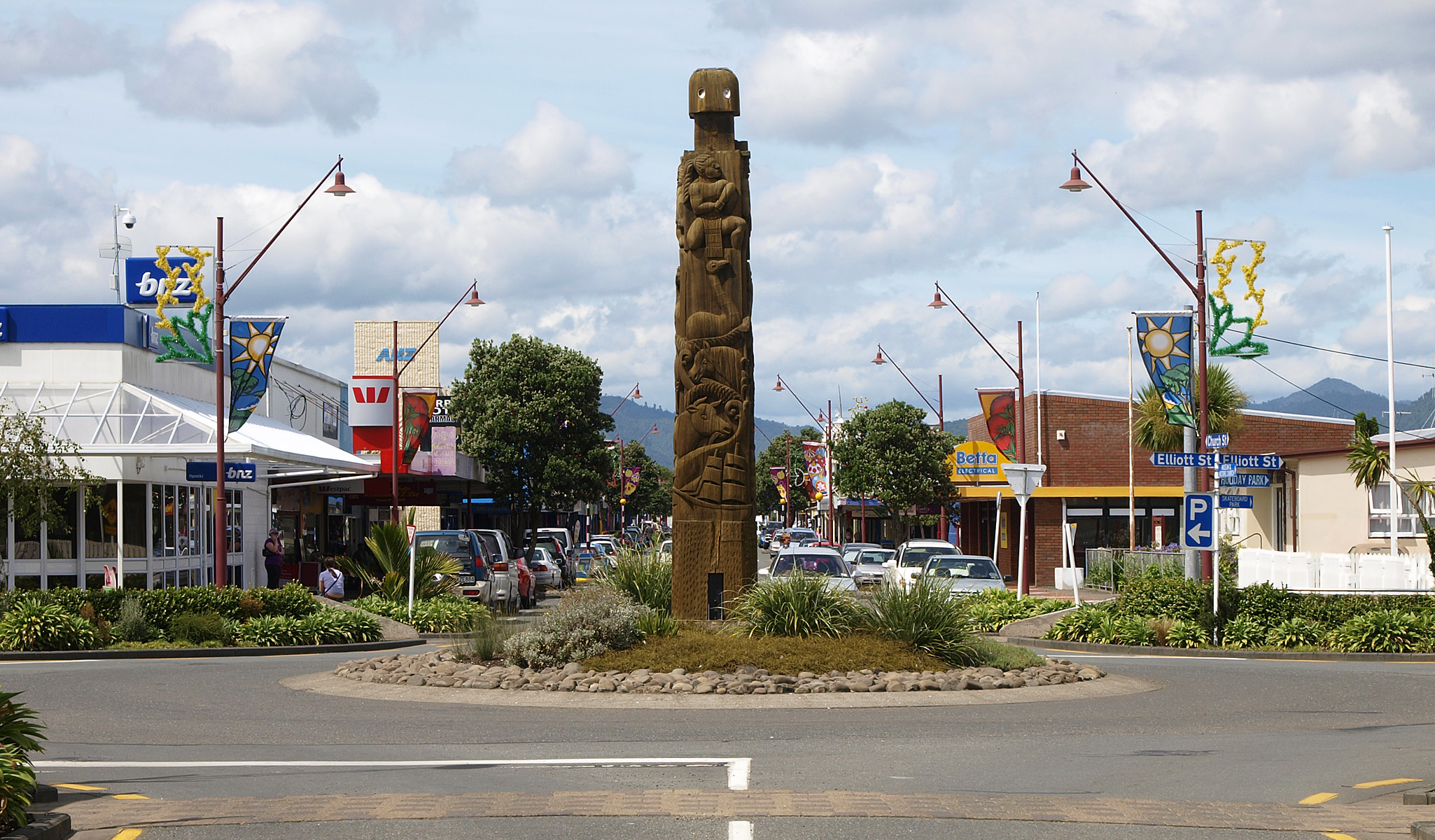
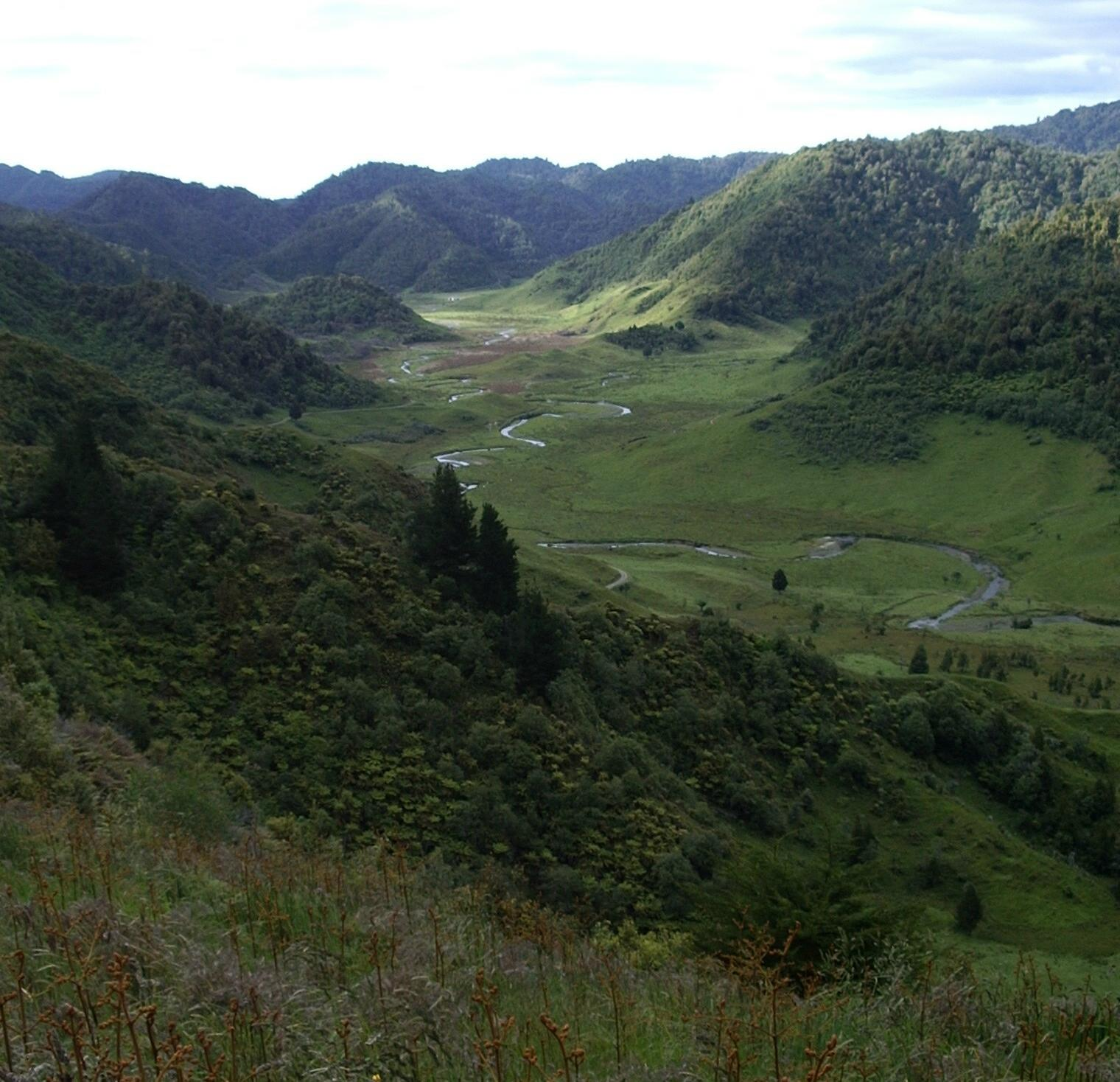